# شهرستان سراوان

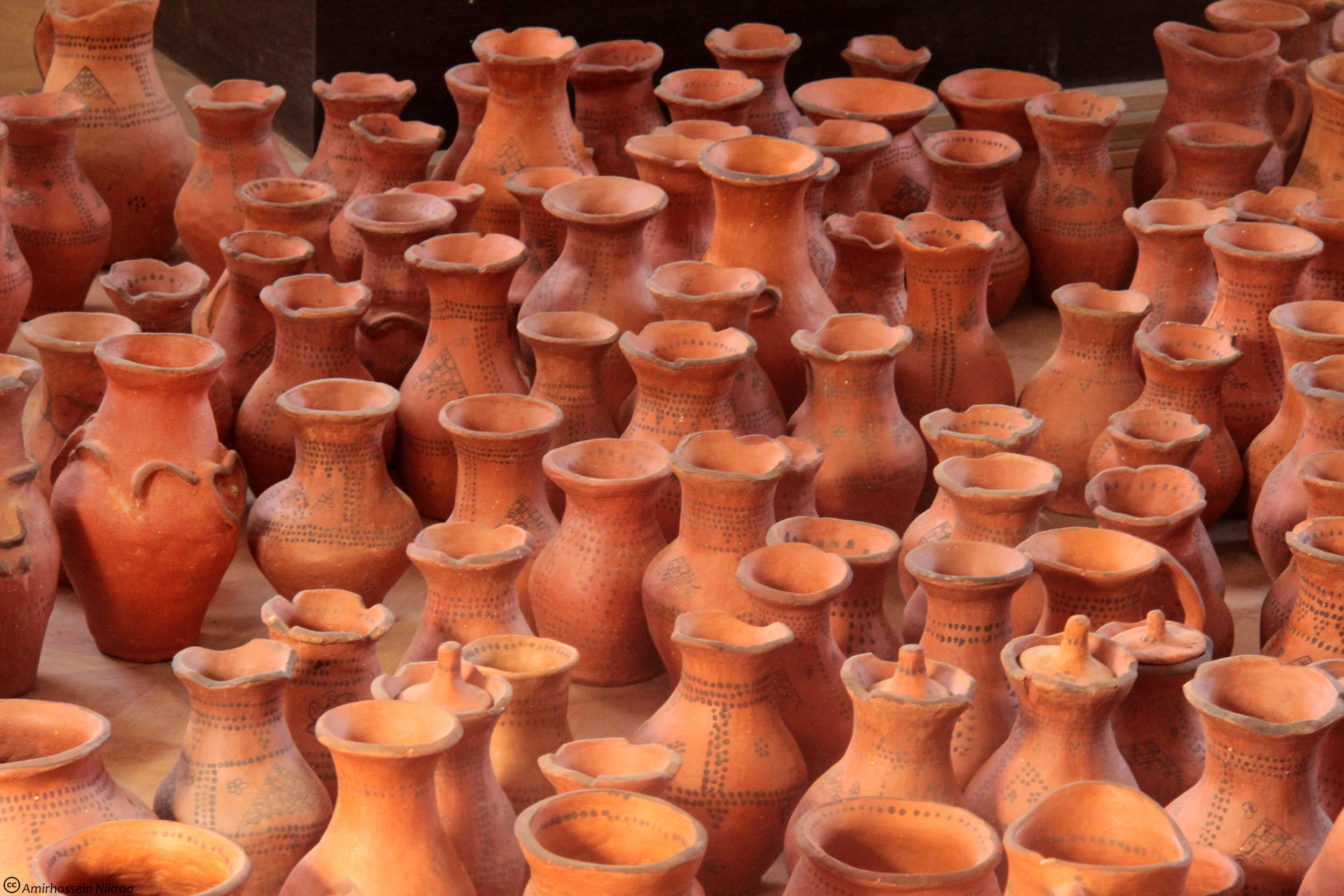
سفال‌های کهن کلپورگان

شهرستان سَراوان یکی از شهرستان‌های استان سیستان و بلوچستان است. مرکز این شهرستان، شهر سراوان است.
این شهرستان در شرقی‌ترین نقطهٔ کشور واقع شده‌است و به «زادگاه خورشید ایران» شهرت دارد. وجود نخلستان‌های بسیار زیبا و سرسبز، آثار تاریخی مثل مسجد جامع دزک با قدمت هزار ساله و بیش از ۵۰ سنگ نگاره شناسایی‌شدهٔ باستانی در شهرستان سراوان باعث شده‌است که این شهرستان، لقب سرزمین نخل و نگاره را به خود اختصاص دهد.

## تقسیمات کشوری
شهرستان سراوان دارای ۳ بخش، ۷ دهستان و ۵ شهر به شرح زیر است:

### شهرستان سراوان
| بخش    | مرکز بخش | جمعیت بخش ۱۳۹۵ | نام دهستان | مرکز دهستان  | جمعیت دهستان ۱۳۹۵ | شهر    | جمعیت شهر ۱۳۹۵ |
| ------ | -------- | -------------- | ---------- | ------------ | ----------------- | ------ | -------------- |
| مرکزی  | سراوان   | ۱۳۲٬۷۴۶ نفر    | حومه       | محمدی        | ۴۱٬۷۳۵ نفر        | سراوان | ۶۰٬۵۴۳ نفر     |
| مرکزی  | سراوان   | ۱۳۲٬۷۴۶ نفر    | گشت        | گشت          | ۱۲٬۵۷۱ نفر        | محمدی  | ۵٬۶۰۶ نفر      |
| مرکزی  | سراوان   | ۱۳۲٬۷۴۶ نفر    | ناهوک      | کوشکوک ناهوک | ۷٬۲۹۹ نفر         | گشت    | ۷٬۲۹۹ نفر      |
| بم‌پشت  | سیرکان   | ۲۵٬۰۲۶ نفر     | بم‌پشت      | سیرکان       | ۱۴٬۴۸۱ نفر        | سیرکان | ۲٬۱۹۶ نفر      |
| بم‌پشت  | سیرکان   | ۲۵٬۰۲۶ نفر     | کشتگان     | کشتگان       | ۴٬۹۹۲ نفر         | سیرکان | ۲٬۱۹۶ نفر      |
| مهرگان | اسفندک   | ۱۲٬۸۸۰ نفر     | کوهک       | کوهک         | ۵٬۳۵۰ نفر         | اسفندک | ۲٬۹۶۲ نفر      |
| مهرگان | اسفندک   | ۱۲٬۸۸۰ نفر     | اسفندک     | اسفندک       | ۴٬۵۶۸ نفر         | اسفندک | ۲٬۹۶۲ نفر      |

## نام گذاری
سراوان از دو کلمه «سرا» به معنی «مکان» و «وان» به معنای «بلندی» تشکیل شده که به «جای بلند» اشاره دارد.
نام قدیمی و باستانی سراوان، «شستون» می‌باشد که در سال ۱۳۲۶ و بواسطه تبدیل آن به شهرستان، تغییر نام داده‌است.
نام سراوان درگذشته «سر استون»، «شستون» و «شهستان» اطلاق می‌شده‌است. معانی آن شامل موارد زیر می‌باشد:
- سراستون: منطقه‌ای که در آن رعدوبرق زیاد اتفاق می‌افتد.
- شستون: چشمه جوشان با توجه به رشته قنات جاری.
- شهستان: تمام حکام منطقه از این دیار برخاسته‌اند.

## بناهای تاریخی، جاذبه‌های تاریخی و گردشگری

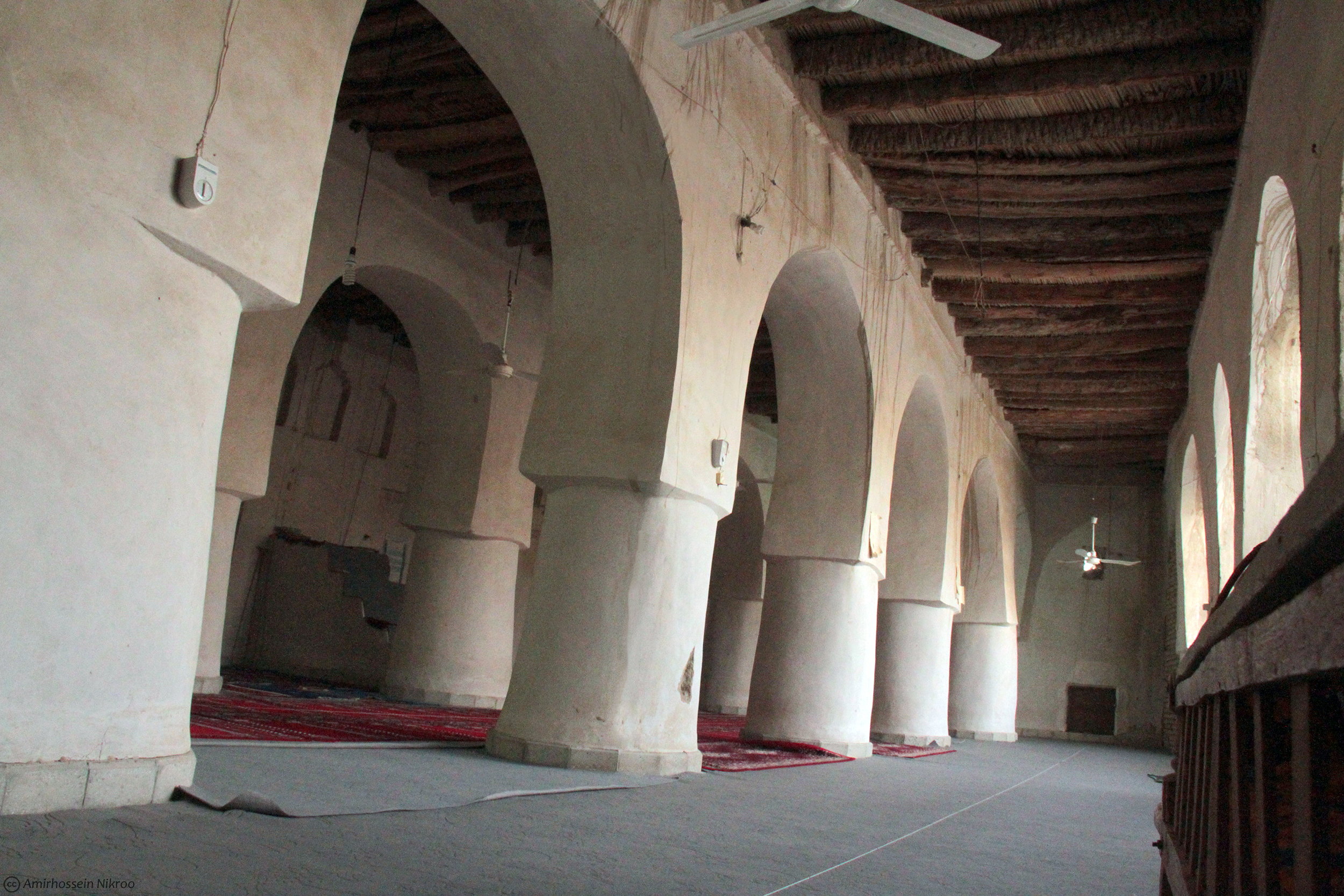
مسجد جامع دزک

مهم‌ترین بناهای تاریخی این شهرستان عبارت‌اند از: قلعه سب، قلعه و مسجد جامع دزک، قلعه خیراباد، قبرستان قدیمی گشت، سنگ نگاره‌های گُشت، مسجد جامع آسپیچ، سنگ نگاره‌های نگاران ناهوک، منطقه سرجو، قبرستان قدیمی پیرسیر واقع در پسکوه، سرو قدیمی سرجو و تپه کلاتک و قلعه امرایان در بخش مرکزی سراوان، مقبره بابا حاجی در روستای زیارت، مقبره خواجه محمد مرشد در شهر محمدی، ساختمان قدیمی بهداشت محیط، سنگ نگاره‌های دره نگاران در ناهوک و قلعه شیشه ریز در شهر جالق که از مهم‌ترین آثار تاریخی و جاذبه‌های گردشگری شهرستان سراوان نیز می‌باشند. مساجد و قلعه‌های فراوانی باستانی از جمله مسجد زنگیان، کهنه قلعه و قلعه سینوکان در سراوان وجود دارد.
به گزارش ایرنا و به نقل از رئیس ادارهٔ میراث فرهنگی سراوان، ۴۲۰ اثر تاریخی در سراوان وجود دارد که ۱۳۰ اثر آن در فهرست آثار ملی به ثبت رسیده‌است.

### سنگ‌نگاره‌های سراوان، بزرگ‌ترین نگارخانهٔ سنگی در ایران

سنگ نگاره‌های دره نگاران در روستای ناهوک-سراوان

مهم‌ترین و بیشترین محل قرارگیری سنگ نگاره‌ها در محدوده مناطق شهرستان را «کوه مهرگان»، «دره کندیک»، «دره شیر و پلنگان»، «دره درو»، «دره هلی»، «کوه تونان» در سیب و سوران و نقاشی‌های صخره‌ای «پیرگوران» و همچنین شامل روستای ناهوک، سنگ نگاره‌های «سر دشت ناهوک»، «دره نگاران» و «گشت» اشاره کرد. مهم‌ترین این سنگ نگاره‌ها که بر روی کوه‌های منطقه سردشت دردره‌ای بنام دره نگاران در محدوده روستای ناهوک واقع شده‌است و بر اساس بررسی‌های تاریخی و کارشناسی‌های باستان‌شناسی مربوط به دره شکار مربوط به ده هزار سال پیش است.

#### سنگ‌نگاره‌های گشت
سنگ نگاره‌های گشت، مربوط به هزاره اول قبل از میلاد است و در شهرستان سراوان، بخش مرکزی، شهر گُشت و دهستان گشت واقع شده‌است، نشان از تاریخ کهن، هنر کهن منطقه گُشت است. مناطق کوهستانی و دره‌های فراوان اطراف گُشت، زیستگاه‌های کهن ایران را به نشان می‌گذارند. قدمت بعضی از آنها در کوه‌های اطراف گُشت به ۱۲۰۰۰ سال قبل می‌رسد.

#### سنگ‌نگاره‌های دره نگاران ناهوک

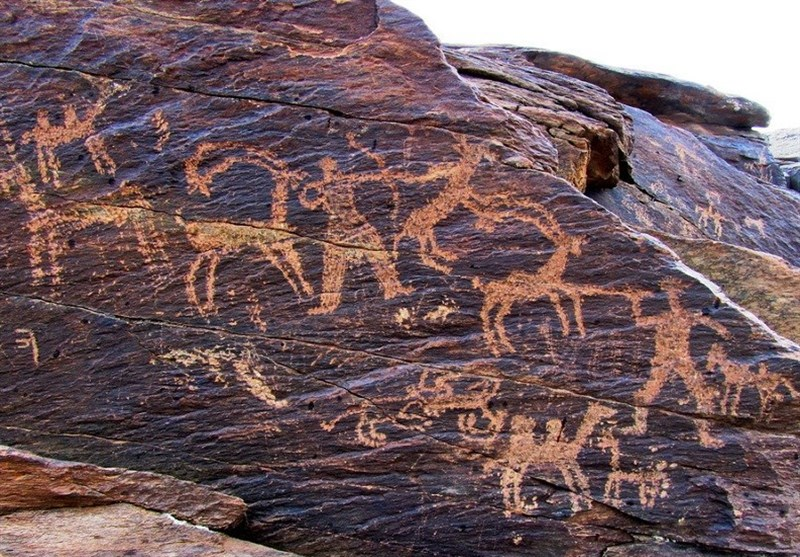
سنگ نگاره‌های سراوان

سنگ نگاره‌های ناهوک

«دره نگاران» مجموعه‌ای کم‌نظیر از نقش و نگار کنده شده بر سینه سنگ‌ها و صخره‌ها است که نظر هر بیننده‌ای را به خود جلب می‌کند. در این محل انبوهی از نقوش اصیل و قابل مطالعه وجود دارد که
باستان‌شناسان با توجه به تعداد زیاد نقش و نگار و یافته‌های باستان‌شناسی معتقدند که؛ مجموعه نقوش دره نگاران مشخص می‌کند مهاجران و مهاجمان در هزاره قبل از میلاد مسیح به این سرزمین وارد شده‌اند.

#### سنگ‌نگاره‌های کوه مهرگان
کوه مهرگان در حومهٔ شرقی شهر سراوان و در حد فاصل بین دو جادهٔ آسفالتهٔ سراوان به روستای دزک و آسپیچ محمدی و کوهک و در موازات آن قرار گرفته‌است. مردم محلی از این کوه به نام کوه مهرگان یاد می‌کنند که بر فراز آن و بر روی سطح صخره‌هایش نقوش متنوعی نقش شده بود و متأسفانه در حال حاضر فقط بخش اندکی از آن‌ها باقی مانده‌است. اکثر سالمندان ساکن در همجوار آن از تعدد و تنوع این نقوش از بین رفته یاد می‌کنند، که احتمالاً بعد از آمدن آیین اسلام به‌تدریج نابود شده‌اند.
بر فراز کوه مهرگان که کوهی کم‌ارتفاع است و در حدود ۴۰ متر ارتفاع دارد، بر روی صخره‌های نسبتاً صاف و هموار، نقوش فراوانی دیده می‌شود که از جملهٔ مهم‌ترین موضوعات، می‌توان به نقوش شکار حیوانات علف‌خواری همانند غزال، جبیر و بز کوهی اشاره کرد. همچنین آثاری از نقوش انسانی یا حیوانی همچون نقش دو انسان در حال گفتگو با یکدیگر یا نقش یک بز و یک غزال یا جبیر نیز در میان سنگ‌نگاره‌های کوه مهرگان به چشم می‌آید.
در آبادی داورپناه در این شهرستان، تپه‌ای سنگی وجود دارد که مردم محلی از قدیم به آن کوه مهرگان می‌گویند و از اجداد خود نقل می‌کنند که در روزهای معینی از سال، بالای این تپه آتش می‌افروختند و مراسم نیایش اهورامزدا را به جا می‌آوردند.

### قلعه سب
این قلعه مربوط به دوره اسلامی است و حکام ساکن در آن بر کل منطقه سیب و سوران، هیدوچ، کنت و زابلی تسلط داشته و در واقع امراء آن مناطق تحت سلطه و خدمت آن‌ها زندگی می‌کردند و از ان در حال حاضر به عنوان بزرگ‌ترین قلعه خشتی ایران یاد می‌شود.

### قلعه کنت
قلعه‌ای در روستای کنت می‌باشد که در ۱۵ کیلومتری بخش هیدوچ سراوان قرار دارد. قلعه «کنت» متعلق به دوره افشاریه می‌باشد. این قلعه روی صخره‌های طبیعی در سه طبقه ساخته شده و ورودی آن در قسمت جنوبی قلعه بر روی یک تپه که حدود ۱۳متر از سطح زمین فاصله دارد، ساخته شده‌است، سبک معماری این اثر تاریخی همچون قلعه سیب می‌باشد. پوشش سقفی آن از تنه و شاخه‌های درخت خرما به نام (کرز) ساخته شده و دارای درب و پنجره‌های چوبی است. چاه آب نیز در حصار قلعه واقع شده که مخصوص غلامان و حیوانات قلعه بوده‌است.

### قبرستان قدیمی گُشت
قبرستان مزبور در قسمت شرقی شهر گُشت واقع شده و مربوط به هزاره اول قبل از میلاد می‌باشد. در پویش‌های باستان‌شناسی انجام شده آثاری از سنگ نگاره‌های مربوط به ساکنین قدیمی گُشت یافت شده‌است.

### تپه روباهک
از جمله سمبل‌های تاریخی و در زمره جذابیت‌های خاص این شهرستان می‌باشد که بر اساس نظر کارشناسان امر از نظر سابقه تاریخی، قدمت آن به دو هزاره قبل از میلاد مسیح می‌رسد. این تپه در دزگ واقع شده و در فهرست آثار ملی ثبت گردیده‌است.

### مقبره سلطان بابا حاجی دزکی
از عارفان بزرگ دوره سلجوقی است که آرامگاه وی در روستای زیارت و در فاصله ۸ کیلومتری شرق شهرستان سراوان قرار دارد.
مزار وی یکی از زیارتگاه‌ها و مقبره‌های شهرستان سراوان است و به صورت گنبدی از خشت خام و گِل ساخته شده‌است.

### موزه تاس و کپل
با مساحت ۱۱۸ متر مربع، در روستای دزک شهرستان سراوان قرار دارد. از سال ۶۲ تاکنون بیش از ۵ هزار شئ که نشان دهنده آداب و رسوم قوم بلوچ در گذشته‌های دور بوده‌است در این موزه جمع‌آوری شده، همچنین این موزه به عنوان نخستین موزه محلی و شخصی در جنوب شرق کشور، برای بازدید علاقمندان باز است. یکی از ویژگی‌های منحصر به فرد این موزه، حالت کاملاً سنتی و صنایع دستی می‌باشد که چشم هر بیننده‌ای را به خود جلب می‌کند. این موزه به همت عبدالله سپاهی بنا شده‌است. مصالح بکار رفته در ساخت موزه از ساقه نخل خرما و طناب‌های بافته شده از برگ درختچه (داز) می‌باشد.

### موزه محلی سراوان
این موزه محلی به معرفی سراوان، سنگ نگاره‌ها، آداب و رسوم سراوان، صنایع دستی، سوزن دوزی، زرگری، سفالگری و معرفی زندگی روزمره منطقه پرداخته شده‌است. این موزه محلی در خیابان آزادی و در محل ساختمان فرمانداری قدیم قرار دارد.

### موزه زنده سفال هفت هزار ساله سراوان

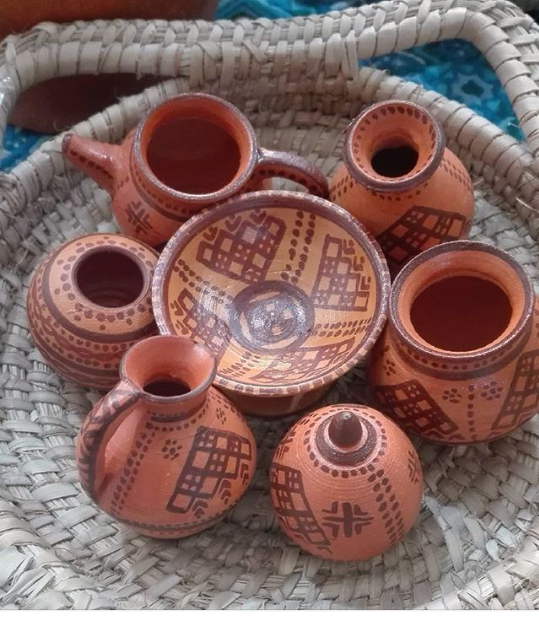
سفال کلپورگان سراوان

به دلیل خاک مرغوب روستاهای اطراف سراوان سفالگری در این شهرستان بسیار رواج دارد. بلوچستان مهد فرهنگ و ذوق هنری هزارساله می‌باشد سفال کلپورگان رامی توان شاهکار خلاق و هنرمندانه دستان زنان بلوچ دانست
که مشخصات منحصر به فردی دارد که از جمله آن می‌توان به قدمت ۷ هزار ساله آن و اینکه چرخ در ساخت آن به کار نمی‌رود اشاره کرد. تمام مراحل ساخت این سفال را زنان انجام می‌دهند و از ویژگی دیگر سفال «کلپورگان» این است که طرح‌ها و نقش‌های آن انتزاعی است و سینه به سینه منتقل شده‌است. مردان تنها وظیفه آوردن خاک رس و سنگ را برعهده دارند
س از تولید ظرف‌های موردنیاز آن‌ها را درمعرض نور خورشید قرار می‌دهند تا کاملاً خشک گردد. پس از آنکه سفال‌ها طی چند روز کاملاً خشک شد با استفاده از سنگ مخصوصی که سوئینوک نامیده می‌شود آن را مالش داده تا سطح خارجی سفال تولیده شده خوب صیقل یابد با این عمل سطح خارجی جهت نقوش و تزئینات آماده می‌گردد.
برای نقوش نیز از آمیخته شدن آب با ماده‌ای بنام تیتوک –نوعی اکسید – که از کوه بیرک به دست می‌آید با کمک تکه چوب نازکی از برگ درخت داز، بر روی سفال نقش می‌دهند.
رنگ سفال کلپورگان قبل از پخت به رنگ خاکستری روشن است که در اثر حرارت به رنگ قرمز متمایل به قهوه‌ای تبدیل می‌شود.
ظروف تولید شده شامل کاسه، کوزه، جام، قدح، پارچ، لیوان اشکال نمادین حیوانات، بخوردان که به ان سوچکی نیز می‌گویند.
مرداد ماه ۱۳۹۶ ارزیابان سازمان یونسکو به منظور بررسی ظرفیت‌های روستای «کلپورگان» به عنوان نخستین روستای نامزد شده ایران برای ثبت جهانی وارد این روستا شدند؛ و بعد از داوری یک ماه بعد به عنوان میراث ارزشمند موزه زنده سفال ثبت جهانی شد.
در آذر ماه ۱۳۹۶ و در جشن ثبت جهانی این روستا، رئیس منطقه‌ای شورای جهانی آسیا و اقیانوسیه و معاونش لوح ثبت روستای سفالگری کلپورگان به عنوان نخستین روستای جهانی منطقه آسیا و اقیانوسیه را به مسوولان و مردم سیستان و بلوچستان واگذار کردند.
روستای کلپورگان در بیست و پنج کیلومتری شرق سراوان و ۳۵۰ کیلومتری زاهدان، واقع شده‌است.

## روستاهای گردشگری شهرستان

### روستای دزک
روستای تاریخی دزک در سه کیلومتری شرق سراوان با آثار تاریخی از جمله، مسجد جامع (دزک) با قدمت هزار ساله است و در شهرستان سراوان، روستای دزک واقع شده و این اثر در تاریخ ۱۲ اردیبهشت ۱۳۷۷ با شمارهٔ ثبت ۲۰۱۲ به‌عنوان یکی از آثار ملی ایران به ثبت رسیده‌است
قلعه دزک (بلقیس) مربوط به دوره قاجار است و در شهرستان سراوان، بخش مرکزی، روستای دزک واقع شده و این اثر در تاریخ ۱۶ شهریور ۱۳۸۳ با شمارهٔ ثبت ۱۱۰۹۵ به‌عنوان یکی از آثار ملی ایران به ثبت رسیده‌است
علاوه بر روستای کلپورگان، ناهوک و جالق علاوه بر قدمت تاریخی باستانی با داشتن نخلستان‌ها و قنات پرآب و همچنین آبشار چوتین گون، وکله گان با لقب ماسوله بلوچستان و داشتن شالیزارهای زیبا به عنوان روستاهای هدف گردشگری این شهرستان معرفی شده‌اند.

### ناهوک
ناهوک در ۳۵ کیلومتری بخش مرکزی که یکی از قدیمی‌ترین و زیباترین روستاهای شهرستان سراوان محسوب می‌شود، واقع شده‌است؛ ناهوک در میان دره‌ای قرار گرفته که در قسمت مرکزی دره رودخانه فصلی نسبتاً بزرگی قرار دارد که به هنگام بارندگی پر از آب می‌شود و منازل مسکونی، زمین‌های مسکونی، زمین‌های کشاورزی و باغات آن در کوهپایه قرار گرفته‌اند. ناهوک از خوش آب و هواترین مناطق سراوان است و مسافران زیادی به ویژه در فصل تابستان از این منطقه بازدید می‌کنند. «دره نگاران با قدمتی ۱۰ هزار ساله، قلعه زیبای ناهوک، مقبره شیخ حسام‌الدین، تصاویر پیر گوران و سیکندر، چاه واجه، دروازه دلینوک، آبشار چوتین گون، آبشار پالیزوک و قنات پرآب» از جمله جاذبه‌های دیدنی ناهوک است. قلعه زیبای ناهوک که در میان نخلستان واقع شده از دیگر جاذبه‌های دیدنی سراوان می‌باشد.

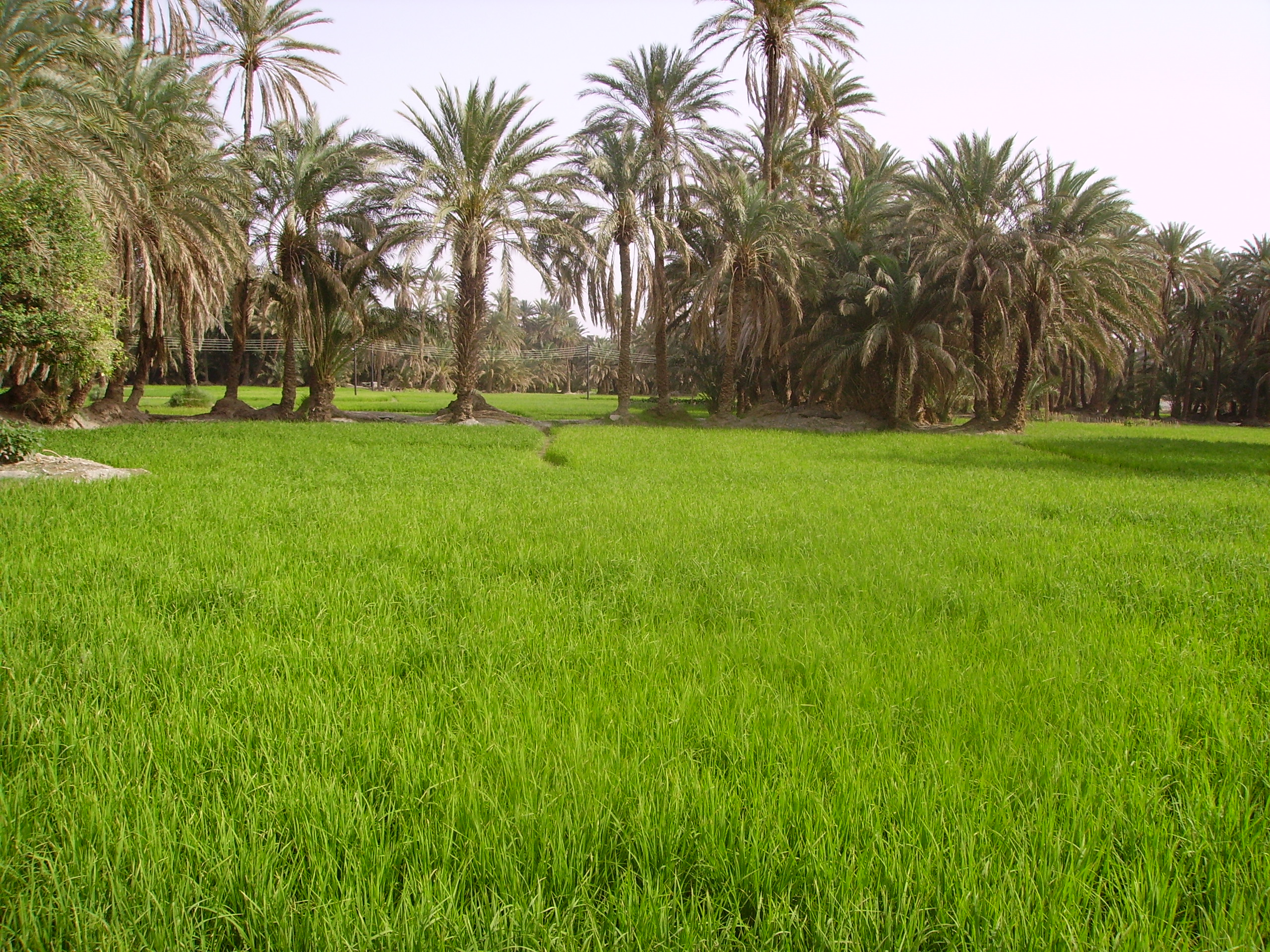
مزارع و نخلستان‌های زیبای جالق و کله گان در سراوان

## مردم‌شناسی و فرهنگ

### جمعیت
بر اساس سرشماری سال ۱۳۹۵ جمعیت این شهرستان برابر با ۱۶۲٬۰۳۵ نفر بوده‌است. 

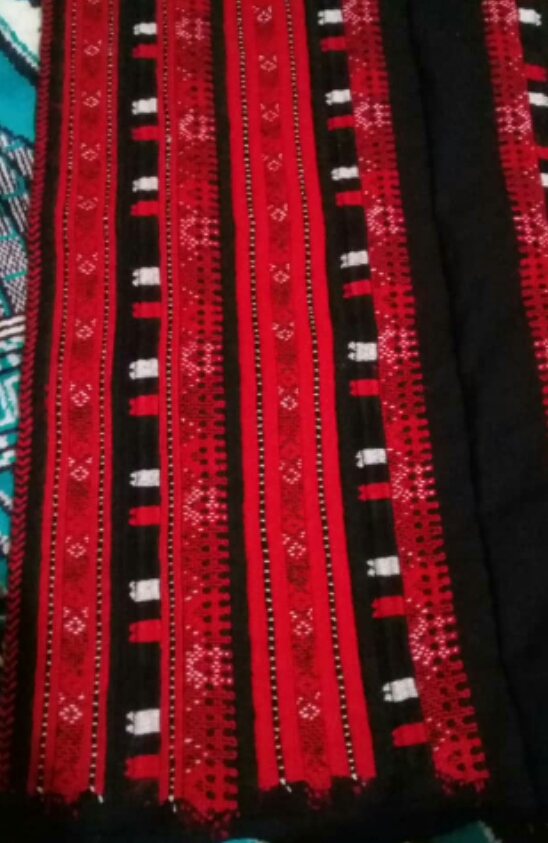
سوزن دوزی از نوع چوتل (جوک (دوزی)- نوعی دوخت خاص انجام شده توسط زنان سراوان

### زبان
همه مردم بومی شهرستان سراوان بلوچ بوده و زبان آن و بخش‌های تابعه، زبان بلوچی می‌باشد.

### مذهب
تمام مردم اصیل سراوان اهل‌سنت وپیرو مذهب حنفی هستند.

### پوشش و لباس
پیراهن رادر زبان محلی پیرام می‌گویند پیرام را جامه یا جامگ هم می‌گویند.

زی استین یا بدن استین سوزن دوزی بلوچی متصل به پیراهن. نمونه پوشش زنان و دختران بلوچ سراوان

سوزن دوزی بلوچی روی پیراهن و لباس

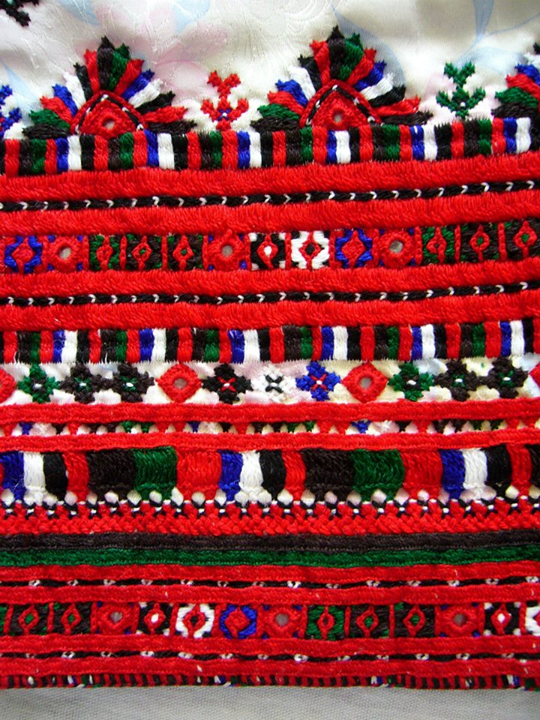
نمونه سوزن دوزی روی استین، حاوی طرح‌های هندسی نواری به اسم کشوک، ستنون‌های عمودی یک درمیان رنگارنگ به اسم جلاد در سراوان

لباس زنان و دختران شهرستان همچون سایر مناطق بلوچستان، پوشاک بلوچی بوده که شامل پیرام و شلوار با پارچه‌های رنگارنگ مزین به سوزن دوزی بلوچی است به همراه شال همرنگ آن (سریگ یا روسری) می‌باشد که ان هم درر استای لبه آن سوزن دوری ظریف و قلاب دوزی زیبایی دارد. هرچند بعد از اسلام و رایج شدن چادر مشکی، هم‌اکنون درمکان‌های عمومی چادر سیاه بر لباس بلوچی برتن زنان مشاهده می‌شود.
هنر سوزن‌دوزی یکی از هنرهای تاریخی و فاخر دست زنان بلوچ به‌شمار می‌رود که فقط با نخ و سوزن انجام می‌شود، در تمام بلوچستان ازجمله سراوان هنر سوزن‌دوزی زیبای زنان بلوچ بر روی لباس شان خودنمایی کند. خود سوزن دوزی انواع مختلف دارد پلیوار جلاد کلا کشوک چودل پرکار وسایر نقش‌های مختلف هندسی می‌باشد که برگرفته از ذهن و تصور زنان از سال‌ها ی کهن می‌باشد.
یک نمونه سوزن دوزی به بدن آستین یا زی استین معروف است بدین صورت که در پارچه جداگانه که تاروپود ان مشخص است سوزن دوزی انجام می‌گردد و سپس به پارچه اصلی که پیراهن و شلوار است توسط خیاط متصل می‌گردد
[]
نمونه دوم این است که مستقیم روی پیراهن و پارچه سوزن دوزی انجام می‌شود و اتصال جداگانه انجام نمی‌شود.
به قلاب بافی با نخ‌ها و مهره‌های رنگارنگ لبه لباس و سریگ و چادر کریشی گفته می‌شود. حتی پادر مشکی زنان لبه ساده ندارد و به صورت نوار باریکی کریشی و سوزن دوزی شده‌است.
یکی از پیراهن‌های فرح دیبا که در موزه پوشاک سلطنتی در موزه سعد آباد تهران در معرض نمایش عموم است محصول سوزن دوزی بلوچی زیبای زنان بلوچ بر روی آن است.
گرمای هوا در استان سیستان و بلوچستان نوع خاصی لباس را طلب می‌کند که همان لباس بلوچی است، گشاد بودن این نوع لباس آنهم معمولاً در تابستان به رنگ سفید و در زمستان رنگ‌های تیره با هوای این منطقه سازگار است و خوشبختانه با وجودی که در بسیاری از نقاط لباس‌های مدل جدید جایگزین لباس‌های محلی شده اما در بلوچستان همچنان لباس مردان وزنان اصالت خود را حفظ کرده‌است. لباس مردان شامل پیرام. شلوار و کلاه (پاک، بره ای، و نخی) و کبا (جلیقه) است

### صنایع دستی
حصیر بافی: یکی از قدیمی‌ترین هنرهای دست مردمان ایران زمین است، مردم شهرستان سراوان از برگ درخت خرمای وحشی (داز) که در بیشتر نقاط بلوچستان رویش دارد و ساقه‌های نی باتلاقی حصیر می‌بافند.
حصیر، جارو، خورجین، سواس (صندل بلوچی)، کتور، جانماز، بادبزن، سبد، پرده، کلاه حصیری، ریسمان، کیف و کمربند جهت بالا رفتن از نخل خرما از جمله محصولاتی است که مردمان سراوان با برگ درختان داز می‌بافند.
سوزن دوزی: را از دیگر هنرهای دستی فاخر زنان بلوچ می‌باشد که با ذوق و مهارت خاص بر روی پارچه بخیه زده می‌شود. زنان با تبحر خاصی با نخ بر روی پارچه نقش می‌بندند که چشم هر بیننده‌ای را به خود خیره می‌سازند علاوه بر اینکه سوزن دوزی بیشتر در لباس زنان بلوچ، رومیزی، پرده‌ها مشاهده می‌شد اما در حال حاضر بر روی کفش، کیف، شال گردن و همچنین دستبندها، تل‌های دخترانه، گوشواره، انگشتر دیده می‌شود با پیشرفت تکنولوژی همچنان هنر آهنگری در بسیاری از روستاهای شهرستان سراوان از جمله در شهر محمدی و روستای آسپیچ رواج دارد، یادآور شد: مردان این منطقه اقدام به ساخت داس، چاقو، سوزن و تبر می‌کنند.

### زیورآلات سنتی
وجود کوره‌های ذوب فلز در این دیار که شاید قدیمی‌ترین کوره‌های ذوب فلز در جهان باشند نشان از قدمت هنر فلزسازی در این منطقه دارد و زیورآلات سنتی توسط هنرمندان ماهر با ظرافت خاصی تهیه و توسط زنان مورد استفاده قرار می‌گیرد. زیورآلات سنتی سراوان همچون بقیه جاهای بلوچستان از رسوم و آلات اصلی می‌باشد که بر تن عروس، در شب عروسی آویزان می‌کنند و نوعروس‌ها و اکثر زنان متأهل مجموعه‌ای از این زیورآلات را آویخته می‌کنند. این مجموعه همچون سرویس طلای رایج در کشور به هر زن در زمان عروسی‌اش تعلق می‌گیرد که شامل موارد زیر است:
1. در (dorr): گوشواره‌های بلند بیضوی شگل طلا که حاوی فیروزه و مروارید است از قدیم بر گوش زنان آویخته می‌شده‌است. این آویختگی از لاله گوش تا انتهای پایین گوش را پوشش می‌دهد. قطعه‌ای گنبدی شکل از طلا که با مهره‌هایی چون مروارید، فیروزه و یاقوت در اطراف و یک یاقوت در وسط است که به جای گوشواره، با حلقه یا گیره‌ای در کنار گوش و در انتهای کید آویزان می‌شود.
2. جومکا یا جومکه: نوعی گوشواره با نقش و نگار و مزین به نگین‌های یاقوت به سبک گوشواره‌های هندی و یک جفت است. جومکه از dorr کوچکتر است.
3. سنجاک یا تاسنی (سنجاق یا سینه‌ریز): شکل زیبایی از سینه ریز است که سطح آن بسیار ظریف توسط یاقوت و فیروزه پر شده‌است؛ و انتهای آن همچون پارچهٔ ریش‌ریش‌شده، ریش‌ریش شده‌است. بیشترین تفاوت سینه‌ریز بلوچی در سراوان با بقیه بلوچستان، همین فیروزه و یاقوت به‌کاررفته می‌باشد. [|]
4. کید (keid): کید قطعه در ناحیه پیشین سر و روی موها قرار می‌گیرد و به شکل قطعاتی گرد یا شش‌ضلعی یا هشت‌ضلعی کوچک طلایی مزین به نگین‌های فیروزه و یاقوت است.
5. شمس: همان قطعه‌ای است که در وسط کید قرار می‌گیرد. از این قطعه به‌صورت جداگانه در حالی که به زنجیر و گیره‌ای متصل است می‌توان استفاده کرد و از وسط فرق سر بر روی پیشانی آویزان نمود در واقع آویزه‌ای است که از پیشانی آویخته می‌شود (شباهت زیادی به طلای زنان هندی دارد). کید و شمس با هم به کار می‌روند، چون لازمه اتصال شمس، وجود کید است.

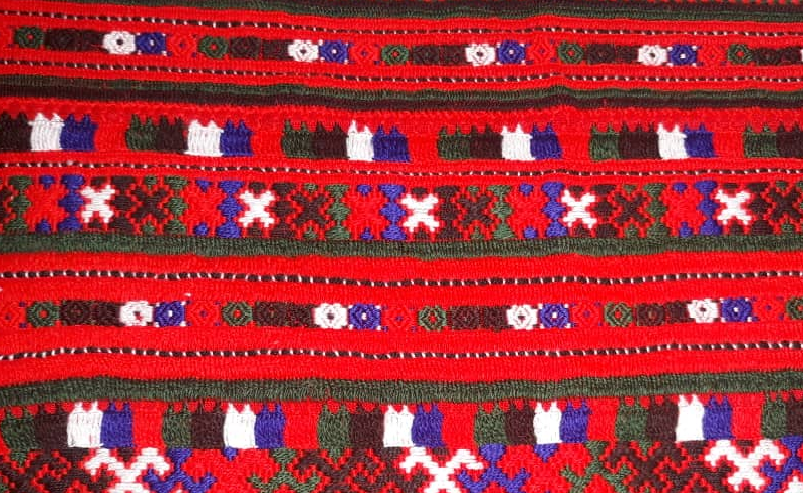
دوخت محسوم) چندضلعی- ودوخت سه اک) طرح لبه قیچی - از انواع سوزن دوری مخصوص زنان بلوچ سراوان

6. دوخت محسوم) چندضلعی- ودوخت سه اک) طرح لبه قیچی - از انواع سوزن دوری مخصوص زنان بلوچ سراوانپلوه (poluh): زیوری طلایی که در غضروف بین دو سوراخ بینی قرار می‌گیرد. شکل آن مانند قفلی است بیضی شکل با نگین نسبتاً بزرگی از فیروزه که هنگام آویزان شدن دقیقاً بر روی لب قرار می‌گیرد ولی به‌علت سنگینی آن جزو زیورآلات همیشگی قلمداد نمی‌شده و بیشتر در مراسم شادی از آن استفاده می‌کردند که امروزه فقط برخی زنان مسن از آن استفاده می‌کنند.[۱۸]

### آداب و رسوم
برخی از اعیاد و جشن‌های ملی و مذهبی بسیار با شکوه و برخی دیگر به شکل معمولی برگزار می‌شود. از اعیاد ملی، عید نوروز در منطقه می‌توان نام برد، ولی اعیاد مذهبی نظیر عیدفطر و قربان بسیار باشکوه و با مراسم خاصی برگزار می‌شود.

### مراسم عروسی
شامل دو دوره سه روزه است.
سه روز نخست: روز اول لباس بران و حلقه بران به خانه عروس که عموماً در عصر انجام می‌شود. شب همان روز که دوزوکی نامیده می‌شود، فقط اقوام درجه یک گرد هم می ایند و شادی می‌کنند در این شب مجلس خیلی خصوصی است. روز دوم که حنابندان نامیده می‌شود؛ شب هنگام به دست و پای عروس و داماد حنا می‌زنند. در هنگام حنا زدن ترانه خوانی محلی به صورت دسته جمعی انجام می‌گیرد. روز سوم که روز اصلی عروسی است به نهار آن روز لوت می‌گویند که یک مهمانی مفصل است و کلیه میهمانان حضور دارند. بعد از ناهار، داماد را به حمام می‌برند و در این زمان سایرین به شادی می‌پردازند و بعد از صرف شام داماد را به خانه عروس می‌برند.
سه روز دوم: از فردای شب عروسی، رسماً روز «مبارکان» آغاز می‌شود (همان پاتختی) و آشنایان برای عرض تبریک و دادن کادو به منزل عروس مراجعه می‌کنند و این رسم تا سه روز ادامه دارد.
وقتی سه روز دوم تمام شد، عروس و داماد به همراه آشنایان و خانواده عروس به منزل داماد که خانواده داماد و خویشاوندانش منتظرشان هستند، مراجعه می‌کنند. بعد از آمدن عروس و داماد و اقوام عروس به شادی و رقص و آواز می‌پردازند. به این روز روز هپتیکان (هفتیکان یا روز هفتم) می‌گویند. با پایان روز هفتم مراسم پاگشا انجام می‌شود و اقوام و آشنایان، عروس و داماد را دعوت می‌کنند.

### موسیقی و ترانه‌خوانی
بلوچستان از دیرباز مهد ساز و آواز و موسیقی بوده و موسیقی بلوچی نقش پررنگی در زندگی مردم و مراسم ان داشته‌است. هرچند که بعد از اسلام این موضوع کمرنگ تر شده‌است؛ به خصوص آوازخوانی زنان در مجالس عمومی. سازهای منحصر به فردی مثل قیچک، رباب، درکر، تمبوک، دهل، تنبیره یا تنبورک  و سروز از قدیم رایجند.
ترانه خوانی در مراسم مختلف شامل موارد زیر است:
- شپتاکی: هنگام به دنیا آمدن نوزاد، شب‌ها همه دورهم جمع می‌شوند و زنان به‌طور دسته جمعی آواز می‌خوانند؛ و این آوازخوانی میان دوگروه از خوانندگان به صورت سؤال و جواب تعویض می‌گردد.
- لیکو: درمراسم مختلف خوانده می‌شود و معمولاً با جمله (لبلاو اده) آغاز می‌شود که در معنی مشابه لالایی است.
- رقص: رقص محلی همان دوچاپی بلوچی است که دسته جمعی و دایره وار انجام می‌گردد.

### غذا و خوراک سنتی
خوراکهای محلی با استفاده از مواد اولیه موجود در منطقه تهیه می‌شود که از معروف‌ترین آن‌ها می‌توان به موارد ذیل اشاره نمود:
1. شو لو و کشک که از آرد ذرت آرد گندم و ادویه مخصوص تهیه می‌شود.
2. تباهه خوراکی از گوشت است، بدین صورت که ابتدا گوسفند را به مدت یک تا دو سال پروار کرده و سپس ذبح می‌کنند، گوشت آن را تکه‌تکه کرده و پس از نمک اندود کردن، زرد چوبه و پودر انار دانه را به آن اضافه می‌کنند و معمولاً در فضای باز یا داخل اتاق بزرگ می‌آویزند که پس از خشک شدن در فصل زمستان از آن استفاده می‌گردد.[۲۰]
3. تنورچه: به زبان بلوچی ترونچه، معروف‌ترین و خوشمزه‌ترین غذای رایج در بلوچستان و از جمله سراوان می‌باشد که از قدیم‌الایام خصوصاً هنگام پذیرایی از میهمان‌ها و مراسم عروسی پخت می‌شود. روش تهیه آن به این صورت است که ابتدا گوسفند را قربانی و تمیز کرده سپس ادویه مخصوص را به آن اضافه و با حرارت تنور (تنور سنتی نه صنعتی) می‌گذارند تا بریان شود. (ترون) اسم بلوچی تنور است که با خشت و گِل ساخته شده و با آتش هیزم روشن می‌شود. در طی مراحل پخت، کوچک‌ترین ماده صنعتی در ساخت تنور و غذا استفاده نمی‌شود.
4. خرما به همراه دوغ محلی هم به صورت دسر و عصرانه مصرف می‌گردد.

## محصولات کشاورزی و زراعی و باغی، دامپروری
مهم‌ترین محصول شهرستان با توجه به موقعیت آب و هوایی آن، محصول استراتژیک خرما می‌باشد.
سراوان با دارا بودن نخلستان‌های عظیم به عنوان قطب تولید خرما و در نوع خود بهترین خرمای مضافتی ایران را داراست. ۶۰ نوع مختلف از خرما در این شهرستان کشت می‌شود که در نوع خود بی‌نظیر است. خرمای مضافتی داودی، مضافتی معمولی، ربی سیاه هسته، زرد دان، ربی معمولی، حلیله، راسکوائی، دنبه، و درود، گرارمال، ربی دان، یک مشتی، رنگنو، ماکیلی، گوزلو، حلیله دان، شندشکن، پیو، مرس، سراسپید، دیداری، سبزو، خشکیج، بهن لدی، وش کنک، ببگمه جنگی، پیمازو، سونت گراگ، زرد دان شهر، جرپان، سکی دان، چرپان بادو، هادوکی، پشتو، گهربا، دگو، کلوت، ساپو، کروچ بی هسته، کلگی، برنی، وشتام، دراز دان، گلدو، جوزبولک، کیاس کنک، وشدان، جوابنزین، شکری کنک، شکری و ابو از مشهورترین انواع خرمای شهرستان سراوان می‌باشند. دیگر محصولات از قبیل گندم، جو، انار، انگور، برنج، پرتقال، لیمو و گوجه نیز در شهرستان سراوان کشت می‌شود.
همچنین ظرفیت کشت و تنوع محصولات گلخانه‌ای در سراوان در حال افزایش است. در روستاهای جالق و کله گان برنج کشت می‌شود. در برخی روستاهای پرآب تر هندوانه و خربزه نیز کشت می‌شود. در روستای ناهوک طیف مختلف صیفی جات و میوه جات از جمله توت و زردآلو نیز کشت می‌شود و باغ‌های سرسبز در کنار نخلستان جلوه زیبایی به خود گرفته‌است.
طی سال‌های ۱۳۸۲ تا ۱۳۸۳، ۱۴ واحد صنعتی پرورش و نگهداری دام و طیور در سطح شهرستان فعال بوده‌است. همچنین میزان تولید شیر، گوشت قرمز، گوشت مرغ و عسل به ترتیب ۵/۶، ۵/۱، ۲/۱ هزار تن بوده‌است

## ویژگی‌های اقلیمی و محیط زیستی
آب و هوای شهرستان سراوان گرم و خشک، بیابانی، کویری و کم‌باران است. در زمستان هوا معتدل و سرد و متوسط بارندگی در سال ۱۰۰ میلی‌متر است. بسیاری از روستاها دارای خاک مرغوب و حاصل‌خیز می‌باشند. کوه‌های بیرک زابلی، کوه سفیدگشت، کوه سرخ در بم‌پشت، از مرتفع‌ترین کوه‌های این شهرستان محسوب می‌شوند. رشته کوه سیاهان طولانی‌ترین رشته کوه در این شهرستان می‌باشد که از نزدیکی‌های تفتان شروع و تا ناهوک در محدوده پاکستان ادامه دارد. رودخانه ماشکید نیز مهم‌ترین رود شهرستان سراوان است که از دامنهٔ جنوبی شهرستان از نزدیکی خاش سرچشمه می‌گیرد که پس از عبور از بخش زابلی، جنوب سیب و سوران و شمال بم‌پشت، جنوب اسفندک و کوهک را سیراب می‌کند.
قنات‌ها از دیر باز مهم‌ترین منبع تأمین آب پس از رودخانه‌های فصلی بوده‌اند؛ به‌طوری‌که هم‌اکنون ۳۳۰ رشته قنات که گویای فرهنگ کهن این دیار می‌باشند، در این منطقه وجود دارد.
پلنگ ایرانی از راسته گوشتخواران و تیره گربه سانان بزرگ با بدن دراز و باریک، دست‌ها و پاهای قوی، پنجه‌ها و ناخن‌های بزرگ، گوش‌هایی کوتاه و دم دراز است، در این منطقه زیست می‌کند. براساس شواهد به دست آمده عمده زیستگاه این گربه سان در ارتفاعات منطقه حفاظت شده بیرک در محدوده اطراف شهرستان است که توسط کارشناسان محیط زیست تصویر برداری شده‌است
- درخت داغداغان[۲۳]

## امکانات آموزش عالی
دانشگاه دولتی سراوان، دانشگاه پیام نور، دانشگاه علمی-کاربردی و دانشگاه آزاد اسلامی از جمله مراکز آموزش عالی در شهرستان می‌باشند.

## زمین‌لرزه ۱۳۹۲

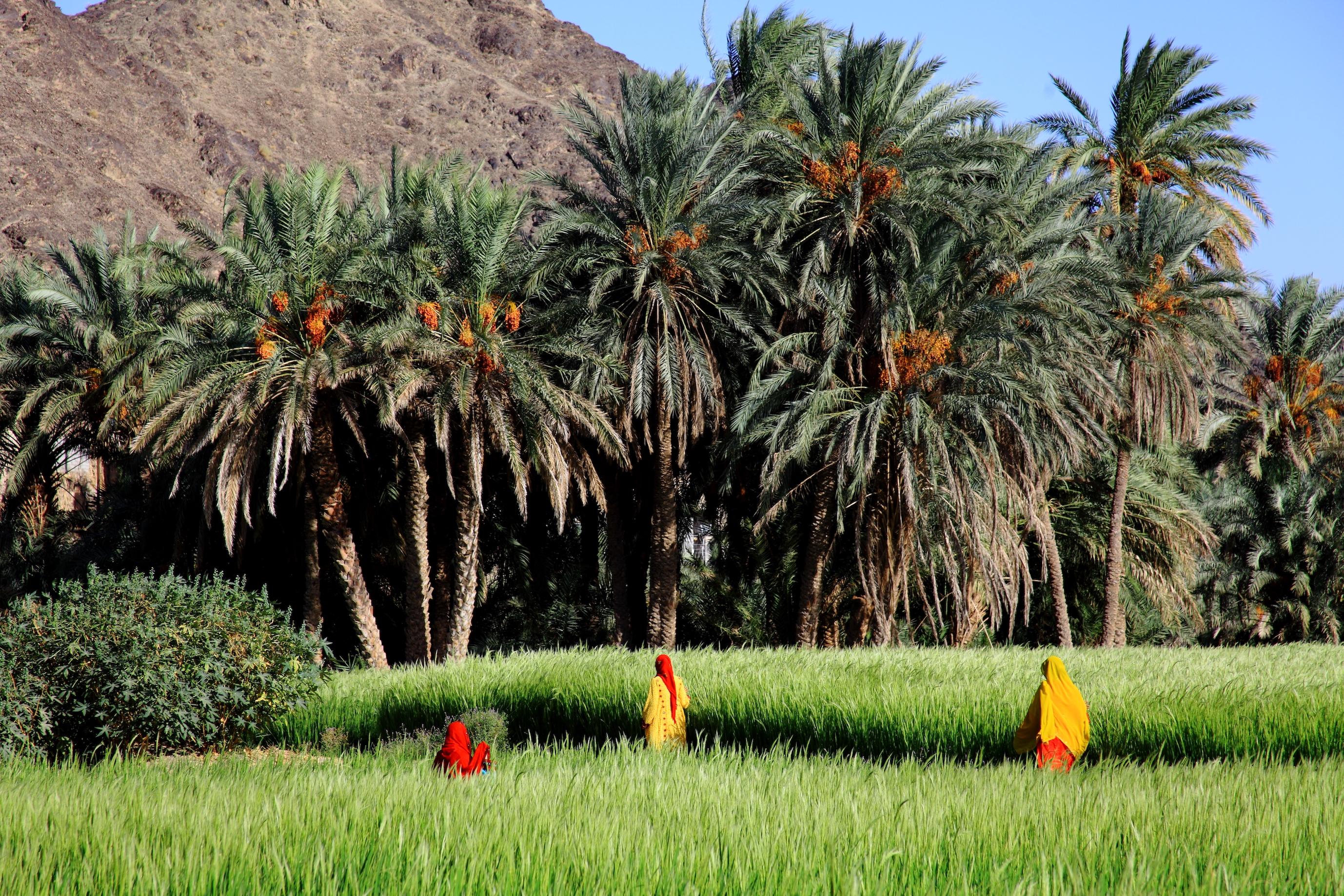
زنان از بلوچستان ایران: نخلستان‌های جالق، سراوان

در تاریخ ۲۷ فروردین ۱۳۹۲ زمین‌لرزه‌ای به بزرگی ۷٫۸ ریشتر، منطقه سراوان در استان سیستان و بلوچستان را لرزاند. نکته جالب و شگفت‌انگیز در مورد این زمین لرزه این بود که وقوع این زلزله در صد سال گذشته بی‌سابقه بوده و در سده اخیر، نخستین بار بود که در ایران چنین زلزله‌ای با این شدت رخ داده‌است. زلزله سراوان ارتفاع منطقه زلزله زده را به طول ۱۵ کیلومتر از حالت طولی و ۴۵ سانتیمتر عرضی بالاتر از سطح دریا برد در نتیجه آن متأسفانه یک نفر کشته و ۱۲ نفر زخمی شدند.